# Zimmermanniella trispora
Zimmermanniella trispora är en svampart som beskrevs av Henn. 1902. Zimmermanniella trispora ingår i släktet Zimmermanniella och familjen Phyllachoraceae.   Inga underarter finns listade i Catalogue of Life.